# La Chapelle-Saint-Laud
La Chapelle-Saint-Laud is een gemeente in het Franse departement Maine-et-Loire (regio Pays de la Loire) en telt 420 inwoners (1999). De plaats maakt deel uit van het arrondissement Angers.

## Geografie
De oppervlakte van La Chapelle-Saint-Laud bedraagt 10,6 km², de bevolkingsdichtheid is 39,6 inwoners per km².
De onderstaande kaart toont de ligging van La Chapelle-Saint-Laud met de belangrijkste infrastructuur en aangrenzende gemeenten.

## Demografie
Onderstaande figuur toont het verloop van het inwonertal (bron: INSEE-tellingen).